# Diego López Noguerol
Diego López Noguerol (13 de maio de 2002) é um futebolista espanhol que atua como atacante. Atualmente joga pelo Valencia.

## Carreira
Nascido em Turón, Mieres, Astúrias, López começou a jogar futebol na academia de juniores do FC Figueiredo, onde marcou mais de 150 gols, e depois no Xeitosa CF, onde marcou 54 gols em sua única temporada com eles. Seus gols lhe renderam uma transferência para a academia de juniores do Sporting de Gijón, seguida por uma curta passagem pelo Real Madrid e, finalmente, uma transferência para o FC Barcelona em 2018.
Em 7 de julho de 2021, após terminar a formação, López ingressou no Valencia CF e foi inicialmente designado para passar para a reserva da Tercera División RFEF. Ele perdeu as primeiras partidas da temporada devido a uma lesão e fez sua estreia sênior em 8 de outubro de 2021, entrando como substituto no segundo tempo para Fran Pérez e marcando dois gols na derrota por 5 a 0 em casa contra o UD. Benigànim.
López ajudou o lado B na promoção à Segunda Federación com nove gols, e fez sua estreia profissional - e na La Liga - com o Valencia em 29 de agosto de 2022, substituindo Toni Lato no final da derrota por 1 a 0 para o Atlético Madrid. Ele marcou seu primeiro gol na primeira divisão em 21 de maio do ano seguinte, marcando o gol da vitória em casa por 1 a 0 sobre o Real Madrid.
No dia 14 de agosto de 2023, López renovou contrato com o Che até 2026, sendo definitivamente promovido ao elenco principal.

## Títulos
Espanha sub-23
- Jogos Olímpicos: 2024 (medalha de ouro)